# مرگ در باغ فرانسوی
مرگ در باغ فرانسوی (فرانسوی: Péril en la demeure‎) فیلمی فرانسوی در سبک درام به کارگردانی میشل دوویل است که در سال ۱۹۸۵ منتشر شد. این فیلم به سی و پنجمین دوره از جشنواره بین‌المللی فیلم برلین راه یافت. بازیگرانی از جمله میشل پیکولی، ریشار بورینژه، نیکول گارسیا و انیمون در این فیلم به ایفای نقش پرداخته‌اند.